# Villastar
Villastar is een gemeente in de Spaanse provincie Teruel in de regio Aragón met een oppervlakte van 39,05 km². Villastar telt 503 inwoners (1 januari 2016).